# Ousmane Coulibaly
Pour les articles homonymes, voir Coulibaly.
Ousmane Coulibaly, né le 9 juillet 1989 à Paris, en France, est un footballeur franco-malien. Il joue au poste d'arrière latéral droit.

## Biographie
Ousmane Coulibaly est originaire de Mantes-la-Jolie, de la cité du Val Fourré où il a eu Noureddine Kourichi comme entraîneur. Il est d'ascendance malienne. Son frère, Abderahmane Coulibaly, est un champion de boxe thaïlandaise.

### EA Guingamp
Il fait ses débuts en Ligue 2 avec l'EA Guingamp lors de la saison 2008-2009 contre l'AC Ajaccio et est titularisé pour la première fois contre le FC Metz. Ayant le statut d'amateur lors de son passage à l'EA Guingamp, il est alors suivi par plusieurs clubs, anglais en particulier,.

### Stade brestois
À la fin de la saison 2008-2009, il signe son premier contrat professionnel pour deux ans avec le Stade brestois.
Sa troisième participation à un match de Ligue 2 intervient pour le dernier match de la saison 2009-2010 du Stade brestois contre le Stade lavallois. Il est aussi titulaire lors de la victoire contre le Toulouse FC en Coupe de France.
Il accède avec le Stade brestois à la Ligue 1 pour la saison 2010-2011.
Il débute en Ligue 1 le 2 octobre 2010 en tant que titulaire contre l’AS Monaco au poste d’arrière latéral gauche, à la suite de la suspension pour ce match du latéral Omar Daf,. Il figure pour cette première dans l'équipe type du journal L'Équipe de cette 8e journée. Il est ensuite utilisé  au poste de milieu défensif, lors des 10 dernières minutes contre Lens, puis comme titulaire contre Nice. Il est alors titularisé plus régulièrement au poste de latéral droit (contre Marseille, Bordeaux, Auxerre, etc.).
En décembre 2010, alors que le Stade brestois lui propose de prolonger son contrat de 3 ans, il refuse cette prolongation. En mars, il prolonge finalement son contrat avec le Stade brestois de 3 saisons, jusqu'à 2014,.
À la suite de la blessure d'Omar Daf, il commence la saison 2011-2012 comme titulaire au poste de latéral droit.

### Al-Wakrah SC
Le 8 janvier 2022, Ousmane Coulibaly subit une crise cardiaque et s'effondre en plein match. Peu de temps après les organisateurs du championnat du Qatar déclarent que l'état de santé du joueur a été stabilisé.

### Sélection nationale du Mali
Il est sélectionné et titularisé pour la première fois en octobre 2011 par Alain Giresse lors d'un match de qualification pour la Coupe d’Afrique des Nations 2012 contre le Liberia.
Il dispute la CAN 2012 avec le Mali et atteint la demi-finale. Il dispute ensuite la CAN 2013 avec le Mali et atteint une nouvelle fois le stade des demi-finales.

## Carrière
| Saison      | Club           | Pays   | Championnat        | Championnat | Championnat | Championnat  | Championnat  | Coupe de France | Coupe de France | Coupe de la Ligue | Coupe de la Ligue | Mali   | Mali |
| Saison      | Club           | Pays   | Division           | Matchs      | Buts        | Cartons      | Cartons      | Matchs          | Buts            | Matchs            | Buts              | Matchs | Buts |
| ----------- | -------------- | ------ | ------------------ | ----------- | ----------- | ------------ | ------------ | --------------- | --------------- | ----------------- | ----------------- | ------ | ---- |
| Saison      | Club           | Pays   | Division           | Matchs      | Buts        | Carton jaune | Carton rouge | Matchs          | Buts            | Matchs            | Buts              | Matchs | Buts |
| 2007 - 2008 | FC Mantois 78  | France | CFA2               | -           | -           | -            | -            | -               | -               | -                 | -                 | -      | -    |
| 2008 - 2009 | EA Guingamp    | France | Ligue 2            | 2           | 0           | 0            | 0            | -               | -               | -                 | -                 | -      | -    |
| 2009 - 2010 | Stade brestois | France | Ligue 2            | 1           | 0           | 0            | 0            | 1               | 0               | -                 | -                 | -      | -    |
| 2010 - 2011 | Stade brestois | France | Ligue 1            | 7           | 0           | 0            | 0            | -               | -               | -                 | -                 | -      | -    |
| 2011 - 2012 | Stade brestois | France | Ligue 1            | 18          | 0           | 5            | 0            | 1               | 0               | 1                 | 0                 | 5      | 0    |
| 2012 - 2013 | Stade brestois | France | Ligue 1            | 14          | 0           | 1            | 0            | 1               | 0               | 1                 | 0                 | 3      | 0    |
| 2013 - 2014 | Stade brestois | France | Ligue 2            | 31          | 0           | 6            | 0            | 2               | 0               | 0                 | 0                 | 0      | 0    |
| 2014 - 2015 | Platanias FC   | Grèce  | Superleague Elláda | 24          | 2           | 4            | 0            | 0               | 0               | 0                 | 0                 | 2      | 0    |
| 2015 - 2016 | Platanias FC   | Grèce  | Superleague Elláda | 26          | 2           | 6            | 0            | 2               | 0               | 0                 | 0                 | 3      | 0    |